# Aeroportul Nyala
Aeroportul Nyala (IATA: UYL, ICAO: HSNN) este un aeroport din Nyala, Statul Darfur de Sud, Sudan ce deservește zona Nyala. A fost numit după zona deservită.
Situat la o altitudine de 642 m, aeroportul dispune de o singură pistă.